# ديميتري مولتشانوف
ديميتري مولتشانوف (بالروسية: Молчанов, Дмитрий Сергеевич)‏ هو لاعب كرة قدم روسي في مركز الهجوم، ولد في 1 أكتوبر 2000 في فلاديفوستوك في روسيا. لعب مع FC Chertanovo Moscow ‏.

## وصلات خارجية
- ديميتري مولتشانوف على موقع قاعدة بيانات كرة القدم.إي يو (الإنجليزية)
- ديميتري مولتشانوف على موقع Soccerway.com (الإنجليزية)